# Tutto Vasco
Tutto Vasco è una raccolta di due CD contenenti noti brani incisi dal cantante rock italiano Vasco Rossi nella prima parte di carriera che arriva fino al 1987, pubblicata nel 2006 da Warner Music.
Il 17 giugno 2011 l'album è stato certificato disco d'oro per le 30 000 copie vendute.

## Tracce
CD 1
1. Vivere una favola
2. Dormi dormi
3. Credi davvero
4. Ciao
5. Non mi va
6. Ridere di te
7. Va bene va bene così
8. Canzone
9. Ogni volta
10. Toffee'
11. Una nuova canzone per lei
12. Brava Giulia
13. Una canzone per te
14. La noia
15. Valium
16. Albachiara

CD 2
1. C'è chi dice no
2. Ti taglio la gola
3. Cosa succede in città
4. Lunedì
5. Blasco Rossi
6. Cosa c'è
7. Fegato fegato spappolato (live)
8. Deviazioni
9. Colpa d' Alfredo (live)
10. Portatemi Dio
11. Splendida giornata
12. Vado al massimo
13. Sono ancora in coma
14. Vita spericolata (live)
15. Bollicine
16. Siamo solo noi (live)